# Distretto di Marmot
Il distretto di Marmot è uno dei quattro distretti della provincia di Gran Chimú, in Perù. Si trova nella regione di La Libertad e si estende su una superficie di 300,25  chilometri quadrati.